# TV-året 1962

## Händelser

### Februari
- 13 februari - Inger Berggren vinner Melodifestivalen 1962 med låten Sol och vår.

### April
- 1 april - Genom ett aprilskämt i Sveriges Radio-TV luras många att klippa sönder en nylonstrumpa och fästa den över TV-apparaten för att på så vis skaffa färg-TV.[1]
- April - Artturi Similä börjar göra måndagsrapporter om vädret i Sveriges Radio/TV.[2]

### Maj
- Åke Falcks TV-program Kaskad, som har visats första gången den 10 februari samma år, vinner TV-priset Guldrosen.

### Juli
- 23 juli - Med amerikanska kommunikationssatelliten Telstar sänds det första per satellit direktsända utbytet av TV-program mellan USA och Europa.[3] och innehåller scener från svenska Lappland [4]

### December
- 19 december - Sveriges statsminister Tage Erlander medverkar i Sveriges Radio-TV:s Hylands hörna och gör succé genom att berätta en vits om en präst i Värmland som tränade skytte.

## TV-program

### Sveriges Radio/TV
- 1 mars – Spöket på Canterville av Oscar Wilde i regi av Bernt Callenbo.
- 3 oktober – Hylands hörna med Lennart Hyland som programledare har premiär och sänds med kortare och längre uppehåll ända fram till 1983. Det innebär premiär för ett helt nytt programformat som kommer att kopieras flitigt.
- 30 oktober – Barna Hedenhös, en berättelse av författaren och tecknaren Bertil Almqvist, det första av sex program.[5]
- 20 november – Deckarserien Halsduken med Lars Ekborg, regisserad av Hans Lagerkvist
- 25 november – Premiär för tv-programmet Fråga Lund, SVT Malmö.[6]
- 2 december – Årets adventskalender är Tomtefamiljen i Storskogen.[7]

## Födda
- 12 januari - Gunde Svan, svensk längdåkare och TV-programledare.
- 11 februari - Tina Leijonberg, svensk TV-programledare och sångerska.
- 21 mars - Rosie O'Donnell, amerikansk skådespelare, TV-programledare och komiker.
- 9 december - Karin Gidfors, svensk manusförfattare som skrivit manus till många TV-serier.
- 28 december - Peter Siepen, svensk TV-programledare.

### Fotnoter
1. ↑  Göran Åhgren (1 april 2010). ”Färg-TV började som ett aprilskämt”. Sveriges Television. http://www.svt.se/nyheter/inrikes/farg-tv-borjade-som-ett-aprilskamt. Läst 19 februari 2017.
2. ↑  John Pohlmans blogg 21 november 2010 - TV-väder historik del 9 Arkiverad 15 december 2010 hämtat från the Wayback Machine.
3. ↑  20:e århundrades När Var Hur, Bernt Himmelstedt, Forum, 1999
4. ↑  Hundra år i Sverige - 1962, Hans Dahlberg, Albert Bonniers, 1999
5. ↑  Dagens Nyheter 30 oktober 1962 sid. 17
6. ↑   Fråga Lund, Kulturportal Lund (läst 17 mars 2024)
7. ↑  ”Jultradition”. Arkiverad från originalet den 25 april 2012. https://web.archive.org/web/20120425112719/http://www.jultradition.se/tv.htm. Läst 26 mars 2011.